# Partito del Jharkhand
Il Partito del Jharkhand (attualmente Jharkhand Mukti Morcha, un tempo Jharkhand Party, JKP) è un partito politico indiano che si batte per i diritti delle popolazioni tribali del Bihar.
Il partito nacque negli anni cinquanta e fu rinnovato intorno al 1980 cambiando anche il nome ma con un programma molto simile a quello vecchio. Il suo massimo successo lo ha ottenuto intorno al 1990 con l'elezione di alcuni rappresentanti alla Lok Sabha ma in seguito i suoi consensi sono diminuiti.